# Briciole
Briciole es la primera sencillo del EP Noemi de la cantante del mismo nombre.

## La canción
Briciole fue escrito por Diego Calvetti y Marco Cappelli para el texto y Sighieri Francisco por la música; Briciole se publicó 10 de abril de 2009. La canción fue incluida en el EP Noemi publicado el 24 de abril de 2009. El sencillo fue certificado oro, pues excede las 15 000 copias.

## Versiones
| N.º | Título                                                                    | Letras                           | Música             | Duración |  |
| 1.  | «Briciole»                                                                | Diego Calvetti y Marco Ciappelli | Francesco Sighieri | 3:21     |  |
| 2.  | «Briciole (live)» (Bonus track en álbum Sulla mia pelle (Deluxe Edition)) | Diego Calvetti y Marco Ciappelli | Francesco Sighieri | 4:47     |  |

## El videoclip
El video musical producido por Briciole está dirigida por Gaetano Morbioli. El video fue lanzado el 8 de mayo de 2009 y tiene una duración de 3 min : 43 s. Los protagonistas son Noemi y un joven actor.

## Clasificación
| Clasificación (2009)       | Posición más alta |
| -------------------------- | ----------------- |
| Italian FIMI Singles Chart | 2                 |
| Euro Top 200               | 51                |
| Itunes                     | 1                 |
| Musica & Dischi            | 1                 |
| Dada                       | 1                 |
| Airplay Italia             | 1                 |

### ClasificaciónFIMI
| Posición | 14    | 2     | 5     | 11    | 10    | 19    | 11    | 15    | 16    | 18    |
| Notes    | [ 2 ] | [ 1 ] | [ 3 ] | [ 2 ] | [ 4 ] | [ 2 ] | [ 2 ] | [ 2 ] | [ 2 ] | [ 2 ] |